# کاندیدا ماس
کاندیدا ماس (انگلیسی: Candida Moss; ۲۶ نوامبر ۱۹۷۸ –) متخصص الهیات، و استاد دانشگاه اهل ایالات متحده آمریکا بود.